# A Chuva
A Chuva é o quinto álbum de estúdio da cantora Pamela, lançado em 2004 pela gravadora MK Music. Produzida por Wagner Carvalho, a obra recebeu um disco de ouro da ABPD, por mais de 40 mil cópias vendidas.

## Faixas
1. A Chuva (Marcus Salles e Duda Andrade)
2. Quero Te Servir (Davi Fernandes e Wagner Carvalho)
3. Você me Conquistou (Jill Viegas)
4. Amigos e Irmãos (Jill Viegas e Wagner Carvalho)
5. Eu Sou de Deus (Davi Fernandes e Wagner Carvalho)
6. Não Posso Voltar Atrás (Davi Fernandes e Wagner Carvalho)
7. Não Retires Teus Olhos de Mim (Josué Teodoro)
8. Oceano de Amor (Davi Fernandes e Wagner Carvalho)
9. Senhor, Eu Preciso de Ti (Marcus Salles e Wagner Carvalho)
10. Pra que Sofrer? (Noara)
11. Dependo de Ti (Jill Viegas)
12. Quero Amar (Silas Júnior)
13. Minha Oração (Elis Rael)

## Clipes
- A chuva
- Você me conquistou